# Aldo Giordani (direttore della fotografia)
Aldo Giordani (Roma, 2 novembre 1914 – Roma, 1982) è stato un direttore della fotografia italiano.

## Biografia
Attivo dai primi anni quaranta, è noto soprattutto per il suo lavoro all'interno del western all'italiana (Lo chiamavano Trinità..., 1970) e nell'Odissea miniserie TV del 1968.

## Filmografia parziale

### Cinema
- Donne sole, regia di Vittorio Sala (1956)
- I fidanzati della morte, regia di Romolo Marcellini (1957)
- El Rojo, regia di Leopoldo Savona (1966)
- Il terribile ispettore, regia di Mario Amendola (1969)
- Lo chiamavano Trinità..., regia di E.B. Clucher (1970)
- Una spada per Brando, regia di Alfio Caltabiano (1970)
- ...continuavano a chiamarlo Trinità, regia di E.B. Clucher (1971)
- Un uomo, una città, regia di Romolo Guerrieri (1974)

### Televisione
- Odissea - miniserie TV, 8 puntate (1968)